# Marco Bontá

Marco Bontá (Santiago, 1 de noviembre de 1899 – ibídem 21 de noviembre de 1974) fue un pintor, grabador y profesor chileno, fundador del Museo de Arte Contemporáneo (MAC) y miembro correspondiente de la Academia Chilena de Bellas Artes del Instituto de Chile.

## Biografía
A los 15 años de edad, en 1913, ingresó a la Escuela de Bellas Artes, donde fue alumno de Ricardo Richon Brunet, Juan Francisco González y Fernando Álvarez de Sotomayor. Cinco años más tarde comenzó a trabajar como dibujante del diario La Unión de Valparaíso y en la casa comercial Gath y Chávez de esa misma ciudad. 
Gracias a que obtuvo el Premio Bolsa a Europa o Premio Chile del Ministerio de Educación en 1927 pudo viajar a perfeccionarse en Europa, donde cursó estudios de arte en diversos países: Holanda, Bélgica, Italia, Alemania, Francia y España. Al regresar a Santiago en 1931, fue nombrado profesor jefe del primer Taller de Grabado de la Escuela de Artes Aplicadas de la Universidad de Chile. Luego ejerció como profesor de Composición y Estilos en la carrera de Pedagogía en Artes Plásticas y Trabajos Manuales de la Facultad de Filosofía y Educación. En 1932 fue miembro de la Comisión Reorganizadora de la Escuela de Bellas Artes, en representación de los artistas.
El gobierno de Venezuela lo contrató en 1938 para organizar la enseñanza de las Artes Aplicadas; permaneció en ese país hasta 1943 y su labor fue trascendental para las cátedras de Grabado, Pintura Mural y Vitral. Allí realizó paisajes y retratos; participó en el II y III Salón Oficial (1941 y 1942) y en la Exposición del paisaje venezolano (MBA, 1942), donde expuso paisajes de La Guaira con "amenidad de detalles estudiados con gracia […] y bien pensados de dibujo y colorido".
En 1945 fue elegido presidente de la Asociación Chilena de Pintores y Escultores de Chile; dos años más tarde fundó el Museo de Arte Contemporáneo de Santiago (MAC), del que fue su primer director. En 1964, fue elegido e incorporado como miembro de número de la Academia Chilena de Bellas Artes del Instituto de Chile.
Se le incluye entre los más jóvenes integrantes de la generación de 1913, con los que comparte el afán por el realismo pictórico, aunque cultivando un estilo propio. La mayoría de sus obras en colecciones públicas están en museos de Chile, principalmente en el Nacional de Bellas Artes y el MAC; también hay algunas obras suyas en el Bellas Artes de Argentina y de Venezuela.
Bontá fue un "defensor de la modernidad"; era partidario de que la Academia se abriera a las nuevas vanguardias. "El pintor no solo apelaba a la difusión del modernismo en Chile, sino que también a la autenticidad de los artistas en sus procesos creativos. Por eso fue muy crítico con los pintores que copiaban las ideas de los grandes artistas modernos europeos. «Es proverbial la noble decisión de Matisse, que cerró definitivamente las puertas de su academia al percatarse de que sus alumnos se habían convertido en vulgares imitadores de su pintura», ejemplifica Bontá en una de sus publicaciones, refiriéndose también a la acción y superficialidad de muchos jóvenes pintores chilenos".
Masón, fue iniciado el 13 de octubre de 1936 en la logia Cóndor n.º 9 de Santiago, de la que llegó a ser  venerable maestro (1965-1966); la logia n.º 179 lleva hoy su nombre.
Se casó tres veces, pero no tuvo hijos. Una de sus esposas fue la pianista y compositora Ida Vivado. Su nombre lo llevan calles (en Maipú y Ovalle), premios y concursos.

## Libros
- Cien años de pintura chilena, 1946 (reedición: 1959)
- Réplicas de arte, selección de escritos de Bontá a cargo de Enrique Solanich Sotomayor; RIL Editores, Santiago, 2017

## Premios y reconocimientos
- Mención Honrosa en sección Pintura del Salón Oficial 1921, Santiago, Chile
- Medalla de Segunda Clase en sección Pintura del Salón Oficial 1922
- Beca del Gobierno chileno para estudiar en Europa (1926)
- Medalla de Tercera Clase sección Arte Aplicado y Decorativo en sección Pintura del Salón Oficial 1929
- Medalla de Primera Clase sección Acuarela en sección Pintura del Salón Oficial 1929
- Medalla de Bronce en la Exposición Iberoamericana 1929-1930, Sevilla, España
- Premio Van Buren del Salón Oficial 1932, Santiago
- Premio Matte Blanco del Salón Oficial 1934
- Segundo Premio en Pintura en el II Salón de Verano de Viña del Mar 1934, Chile
- Premio en Artes Gráficas en el II Salón de Verano de Viña del Mar 1934
- Segundo Premio en Aguafuerte en el III Salón de Verano de Viña del Mar 1935
- Primer premio en Pintura ex aequo en el IV Salón de Verano de Viña del Mar 1936
- Premio de Primera Categoría ex aequo en el Salón Oficial 1937, Santiago
- Primer Premio de Pintura Salón Viña del Mar 1951